# Sergej Bitkov
Sergej Bitkov (ryska: Сергей Битков) född  29 november 1956 i Krasnoturinsk, Ryska SFSR är en rysk/kazakisk/tysk bandyspelare från Kazakstan. Han spelade vid världsmästerskapet 2017 för Tyskland i en ålder av 60 år.
Bitkov spelade i Mayak (Krasnoturinsk)- 1973, 1979, Junost (Omsk) – 1975, 1978, Dynamo (Alma-Ata) - 1976, 1977,  Akzjajyk (Oral)– 1981 – 1991, Gornjak (Chromtau) – 1992 – 1994, Lokomotiv (Orenburg) – 1995 – 1998.
Han vann sovjetisk ligaguld 1977 och silver 1976 med Dynamo Alma-Ata.
Han spelade vid världsmästerskapet 1997 för Kazakstan.
Bitkov flyttade till Oldenburg i Tyskland. Han spelar landhockey i den tyska Oberligan och spelar numera bandy i Rhein-Main Eissport Club Frankfurt e.V. och i Tysklands landslag sedan 2014.